# Gniew Tiamat
Gniew Tiamat (tyt. oryg. Tiamath's Wrath) – amerykańska powieść fantastyczno-naukowa, klasyfikowana jako space opera, autorstwa Jamesa S.A. Coreya. Jest ósmym tomem z cyklu Expanse. Została wydana 26 marca 2019 przez Orbit Books. W Polsce ukazała się 17 czerwca 2020 nakładem wydawnictwa Mag, w tłumaczeniu Marka Pawleca.

## Fabuła
Trwa eksploracja wielu spośród tysiąca trzystu nowych układów gwiezdnych, jakie stały się dostępne za systemem wrót. Jedni jak Elvi Okoye prowadzą badania naukowe chcąc zrozumieć naturę ksenocydu i znaleźć broń w obliczu zbliżającej się konfrontacji z nieznanym wrogiem. Inni jak Teresa Duarte są przygotowywani do objęcia w przyszłości przywództwa całej ludzkości, zjednoczonej w ramach imperium Lakonii. W tym samym czasie, w różnych zakątkach tegoż imperium, trwają walki mające opóźnić rozprzestrzenianie się lakońskiego modelu nowego ładu. A w przestrzeni pomiędzy światami czai się nowe zagrożenie, to samo w konfrontacji, z którym polegli budowniczowie wrót.